# Stanley Clinton Davis
Stanley Clinton Davis (Londen, 6 december 1928 – 11 juni 2023) was een politicus van Britse afkomst. Hij was aangesloten bij de Labour Party.

## Biografie
Clinton Davis werd onderwezen op Hackney Downs School en Mercer's School. Na zijn middelbare school ging hij rechten studeren aan King's College in Londen. Na zijn afstuderen in 1950 werd Clinton Davis advocaat. Tussen 1959 en 1971 was hij lid van de gemeenteraad van Hackney. Vanaf 1968 was Clinton Davis gedurende een jaar burgemeester van die gemeente. Bij de algemene verkiezingen in 1970 werd hij gekozen in het Lagerhuis. Clinton Davis behield deze zetel tot en met de verkiezingen van 1983. Hij was minister in de Labour-kabinetten van Harold Wilson, James Callaghan en Tony Blair. Tussen januari 1985 en januari 1989 was hij de Britse Europees commissaris in de commissie van Jacques Delors. In 1990 werd hij life peer en sindsdien had hij voor Labour zitting in het Hogerhuis. In 2018 eindigde de politieke carrière van Clinton Davis.
Davis overleed op 96-jarige leeftijd.
 Frans Andriessen ·  António Cardoso e Cunha ·  Claude Cheysson ·  Henning Christophersen ·  Stanley Clinton Davis ·  Arthur Francis Cockfield ·  Willy De Clercq ·  Jacques Delors ·  Manuel Marín ·  Abel Matutes ·  Nicolas Mosar ·  Karl-Heinz Narjes ·  Lorenzo Natali ·  Alois Pfeiffer* ·  Carlo Ripa di Meana ·   Peter Schmidhuber ·  Peter Sutherland ·  Grigoris Varfis 
  *overleden 